# Phare d'Engey
Le phare d'Engey est un phare d'Islande. Il est situé sur l'île d'Engey, dans la baie de Reykjavik.